# Karin Swerink
Karin Swerink (Winterswijk, 1969) is een Nederlandse modejournaliste. Zij is hoofdredacteur van tijdschrift LINDA. Daarvoor was ze hoofdredacteur van de Nederlandse uitgave van Vogue en van het modeblad Glamour, dat ze tevens oprichtte. 

## Levensloop
Swerink studeerde in 1991 af aan de Kunstacademie in Enschede. Na een jaar freelancen kwam ze terecht bij het tijdschrift Yes. Ze bracht het daar tot Chef mode, beauty en lifestyle. In 1999 maakte ze de overstap naar damesblad Libelle. Van 2002 tot 2004 was ze plaatsvervangend hoofdredacteur. Daarna kreeg ze toestemming om de Nederlandse versie van het blad Glamour uit te geven. Het blad had snel succes en onder haar leiding groeide de oplage tot honderdzestigduizend exemplaren. Daarmee was Glamour meteen het grootste modeblad in het land. De journaliste was ook drie jaar lang jurylid bij het programma Holland's Next Top Model. Vanaf mei 2019 is Swerink hoofdredacteur van het blad LINDA..
Condé Nast Publications, de uitgever van Vogue, het meest invloedrijke modeblad wereldwijd, besloot in 2011 dat er een Nederlandse uitgave van het damesblad moest komen en vroeg Swerink leiding te geven aan de redactie. De eerste editie verscheen in maart 2012. In 2017 kreeg Swerink veel kritiek vanwege de uitspraak dat er te weinig donkere modellen op de cover staan, omdat er een gebrek is aan goede modellen.

## Persoonlijk
Swerink heeft drie kinderen. In 2015 beviel ze van haar jongste kind. Op dat moment had ze al twee kinderen van 21 en 17.